# 地球重力场和海洋环流探测卫星
地球重力场和海洋环流探测卫星（Gravity Field and Steady-State Ocean Circulation Explorer，簡稱GOCE）是欧洲空间局研制的一颗地球探测卫星。该卫星重约1吨，使用寿命为10年，在离地面约260公里的地球轨道运行，属于低轨道卫星。该卫星配备多套探测设备，其中一套高灵敏度重力梯度仪将对地球重力场每分钟的变化进行三维测量，這衛星至少連續兩年提供包括地球磁場、地表冰層厚度及海洋中的洋流等多方面的數據。原定於9月10日發射升空，但由於發射衛星的運載火箭第二級子系統的導航裝置存在異常情況，發射日期被推遲到10月5日，隨後日期又被延至10月27日，結果等到2009年3月16日，衛星再次被放上發射台，但在發射前7秒，欧洲空间局突然宣布推遲24小時發射，2009年3月17日，该卫星在俄罗斯普列谢茨克发射场由轰鸣号运载火箭搭载升空。
然而，北京时间2013年11月10日报道：欧洲空间局所属“重力场和稳态海洋环流探测”卫星（即GOCE）已经完成使命。欧洲空间局决定将其引导进入地球大气层焚毁。这颗卫星重约1吨，专家估计一旦进入地球大气层，这颗卫星将无法完全被烧毁，某些部分将坠落地面。研究人员估算认为有2/3的可能性这颗卫星的所有部件都将会坠落到大海之中。但即便最终真的有部分组件坠落在陆地上，那么有可能的坠落地区范围将包括加拿大，西伯利亚，撒哈拉，南极或是其它相对人烟稀少或无人居住的广袤地区。科学家们表示，大约仅有7%的可能性会有卫星碎片坠落到靠近有人居住地区的附近。。
2013年11月11日报道，欧洲航天局表示，欧洲GOCE卫星已重新进入地球大气层，并在降落过程中燃烧解体。据悉，GOCE卫星在进入大气层的过程中，大部分都将燃烧殆尽，剩下的一些碎片残骸预计会落到从东亚至西太平洋至南极洲这一地区。 